# لوبلوو
لوبلوو (به آلمانی: Lüblow) یک شهر در آلمان است که در لودویگسلوست-پارشیم واقع شده‌است. لوبلوو ۶۷۲ نفر جمعیت دارد.